# Выборы в Верховный Совет РСФСР (1947)
Безальтернативные выборы в Верховный Совет РСФСР II-го созыва прошли 9 февраля 1947 года.

## Предшествующие события
Выборы в Верховный Совет РСФСР прошли после окончания Второй мировой войны во время продолжающегося голода в стране, а также ряда восстановительных программ, в крайне неспокойной обстановке холодной войны, когда СССР завершал получение атомной бомбы, а послевоенные политические чистки, как например Ленинградское дело, дело врачей и борьба с космополитизмом были недалеки от своего пика.
Однако пропаганда, например, об обязательстве всех граждан участвовать в выборах, начинала постепенно сходить на нет, и лозунг: «Не должно быть ни одного избирателя, который не использует своего почетного права избирать депутатов в Верховный орган Советского государства. Не должно быть ни одного активного гражданина, который бы не считал своим гражданским долгом содействовать участию всех без исключения избирателей в выборах в Верховный Совет» постепенно был изъят из обращения.

## Ход выборов
Советская пропаганда активно освещала выборы в своих новостных изданиях с противопоставлением их выборами стран Западной Европы и Северной Америки, ставя акцент на их, якобы, прозрачности и честности. Сами выборы проходили согласно Положению о выборах в Верховный Совет РСФСР, утвержденного указом президиума Верховного совета РСФСР от 26 ноября 1946 года.
Количество несогласных или недовольных граждан круто и резко снизилось на фоне событий военных и предвоенных лет. Несогласные были известны поимённо, и те как правило, или портили бюллетени, или забирали их с собой, и советской властью это приравнивалось к нелояльности. Выборы стали представлять собой ритуал по проявлению лояльности советской власти, и люди стремились прийти на них как можно раньше, дабы продемонстрировать свой лоялизм, что доходило до абсурда, когда некоторые занимали очереди с ночи, ибо это имело смысл — первый проголосовавший вносился в отчёт для обкома. При этом, выборы организовывались как праздник, где создавали буфеты с бутербродами, сладостями и дефицитными товарами, отдельно бригады художественной самодеятельности проводили концерты, в том числе с джазом.
Несмотря на все сложности и проблемы, послевоенные годы считались чем-то более лучшим, чем война, а все трудности и ужасающие условия жизни считались временными. Пропаганда активно и успешно внедряла идеи о том, что само бытие советского человека, причастного к октябрьской революции — уникально и особенно, что бытие советского гражданина — это справедливость и добро. Во многих разговорах граждане выражали большую и спокойную уверенность в том, что СССР семимильными шагами идёт к процветанию.
Люди, обладающие негативным отношениям к советской власти, находились в молчаливом меньшинстве, и как правило они или не выражали свою позицию, или старались её выражать через надписи на бюллетенях, и как правило, они и вызывали наибольшее внимание государственного аппарата и НКВД, так-как те во внутренних разговорах часто говорили о том, что выборы недемократичны, а власть — авторитарна, вызывая противодействие проводимой агитации и пропаганде.

## Галерея
- Уведомительная карточка о выборах в ВС РСФСР

## Итог
| Состав II-го созыва ВС РСФСР | Состав II-го созыва ВС РСФСР | Состав II-го созыва ВС РСФСР | Состав II-го созыва ВС РСФСР | Состав II-го созыва ВС РСФСР |
| Партия                       | Голосов                      | %                            | Мест                         | Изменение                    |
| ---------------------------- | ---------------------------- | ---------------------------- | ---------------------------- | ---------------------------- |
| ВКП(б)                       | N/A                          | 98.2                         | 750                          | ▲182, 20.2%                  |
| Беспартийные                 | N/A                          | 1.0                          | 0                            | ▼-159, -21.0%                |
| Прочие партии                | N/A                          | 0,00                         | 0                            | ▬ без изменений              |
| Общий результат              | N/A                          | 100                          | 750                          | ▬ без изменений              |